# Kajsa Dandenell
Lena Karin Kajsa Forsman Dandenell, född 1 oktober 1963 i Nyköping, är en svensk barnskådespelare. Hon fick som tvååring rollen som Skrållan i Tjorven och Skrållan (1965) för att hon var van vid hundar och inte skrämdes av "Båtsman". Hon har vid vuxen ålder bland annat arbetat som frisör och som receptionist på Hotel Diplomat i Stockholm.
Dandenell är gift och har två barn. Hon är bosatt på Visingsö.

## Filmografi
- 1965 – Tjorven och Skrållan - Skrållan Malm
- 1966 – Tjorven och Mysak - Skrållan Malm
- 1967 – Skrållan, Ruskprick och Knorrhane - Skrållan Malm